# St.-Marien-Kirche (Atens)

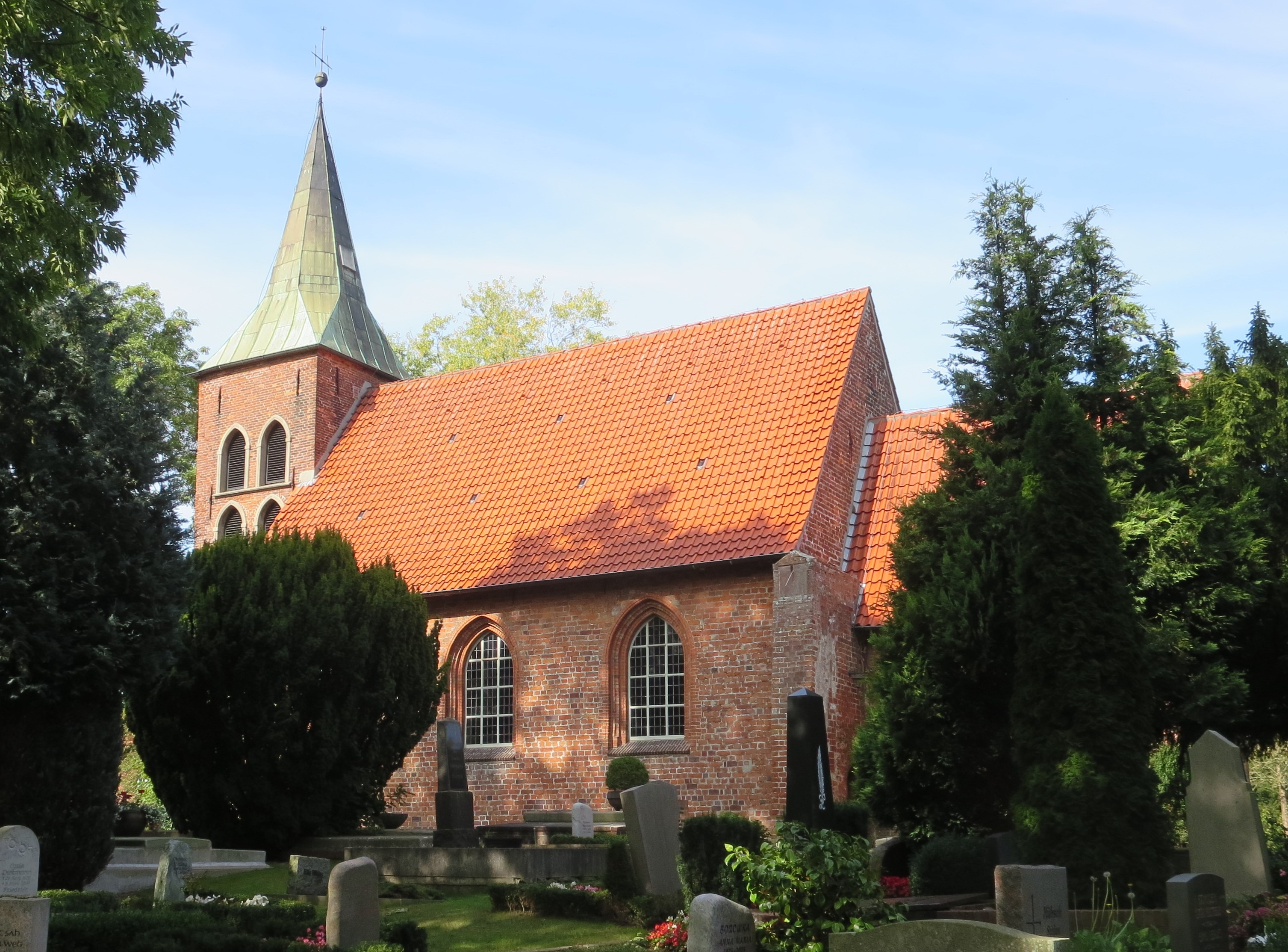
Ansicht von Südosten

Die ev.-luth. St.-Marien-Kirche im niedersächsischen Nordenham im Stadtteil Atens  gehört dem Kirchenkreis Wesermarsch der Ev.-Luth. Kirche in Oldenburg an. Sie stammt aus dem 17. Jahrhundert.
Das Gebäude steht unter Denkmalschutz (siehe auch Liste der Baudenkmale in Nordenham).

## Geschichte und Beschreibung
Die Saalkirche aus Backstein wurde wahrscheinlich 1606 errichtet. An der Ostseite ist ein Rechteckchor angebaut, der durch einen Triumphbogen mit dem Kirchensaal verbunden ist. Die Kirche entstand auf den Grundmauer einer Karmeliterkommende, die hier von 1505 bis 1530 bestand.
Der quadratische Westturm wurde 1781 anstelle eines baufälligen Vorgängerturms gebaut.

### Innen
Im Inneren befindet sich eine Holzbalkendecke. Die Fenster sind im 19. Jahrhundert spitzbogig im neugotischen Stil verändert worden.

#### Ausstattung
Der Flügelaltar stammt in Teilen von 1608, das zentrale Altarbild mit einer Darstellung der Kreuzigung Christi wurde 1706 gemalt. Der Taufstein ist mit 1590 datiert, die Kanzel mit 1618. Das Kirchengestühl stammt aus dem Jahr 1643, ein Kronleuchter aus Messing von 1756.

#### Orgel
1763 wurde die 1697 von Arp Schnitger für Oldenbrok erbaute Orgel (II+aP/12) in Atens durch Johann Hinrich Klapmeyer (Oldenburg) aufgestellt.

Eine Reparatur erfolgte 1816 durch Gerhard Janssen Schmid (Oldenburg).

1875 kam es zu einem Orgelneubau (I+P/7) durch Johann Claussen Schmid (Oldenburg).

Einen zweiten Orgelneubau (II+P/21) führte 1922 die Firma E. F. Walcker & Cie. (Ludwigsburg) durch.

Die Dispositionsänderung (II+P/20) führte 1969 auch die Firma E. F. Walcker & Cie. durch.
Die heutige Orgel (II+P/11) wurde 1975 vom Orgelbauer Alfred Führer (Wilhelmshaven) erstellt mit Rückpositiv (C–g³), Hauptwerk (C–g³) und Pedal (C–f¹).